# Ciecierzyn (województwo opolskie)
Ciecierzyn (niem. Neudorf) – wieś w Polsce, położona w województwie opolskim, w powiecie kluczborskim, w gminie Byczyna.
W latach 1975–1998 miejscowość administracyjnie należała do ówczesnego województwa opolskiego.

## Nazwa
Dawna niemiecka nazwa Neudorf wywodziła się od wyrazów neu Dorf, czyli ‘nowa wieś’. Od końca XIV wieku funkcjonowała oboczna nazwa polska, utworzona od nazwy osobowej Ciecierza lub Ciecior przez dodane sufiksu -in.
| SIMC    | Nazwa             | Rodzaj    |
| ------- | ----------------- | --------- |
| 0492196 | Ciecierski Młyn   | część wsi |
| 0492204 | Ciecierzyn-Piekło | część wsi |

## Historia
Od 1774 r. wieś posiadała pieczęć gminną, na której wizerunku przedstawiono  drzewo iglaste wyrastające z murawy, może siekiera wbita w pień z prawej strony.

## Zabytki
Do wojewódzkiego rejestru zabytków wpisany jest:
- park pałacowy z aleją dojazdową, z XIX w.